# Freital (stad)
Freital is een Große Kreisstadt in de Duitse deelstaat Saksen, en maakt deel uit van het district Sächsische Schweiz-Osterzgebirge.
Freital telde op de peildatum van de meest recente statistiek 39.405 inwoners.

## Plaatsen in de gemeente Freital

Stadsdelen van  Freital
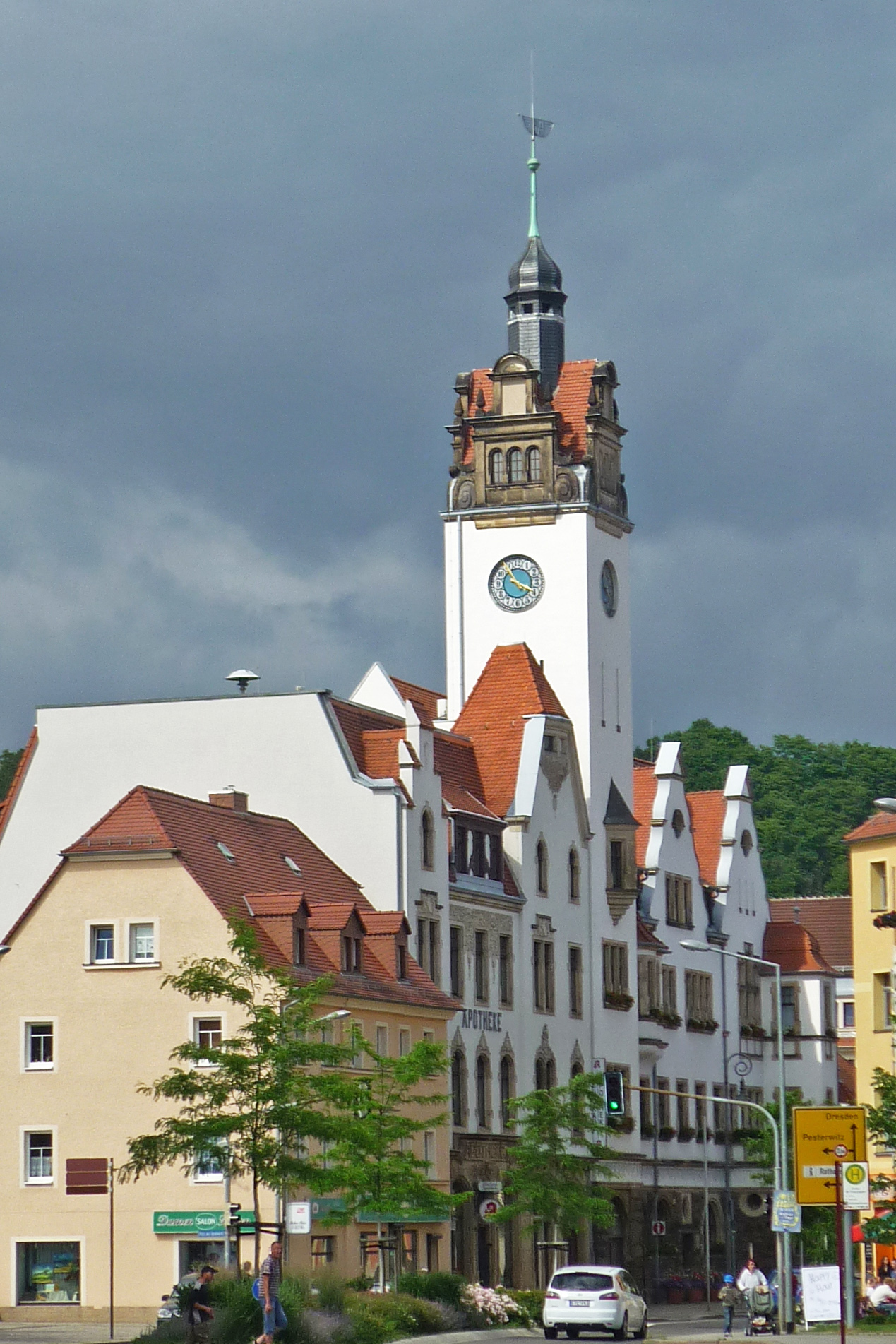
Stadhuis van Potschappel
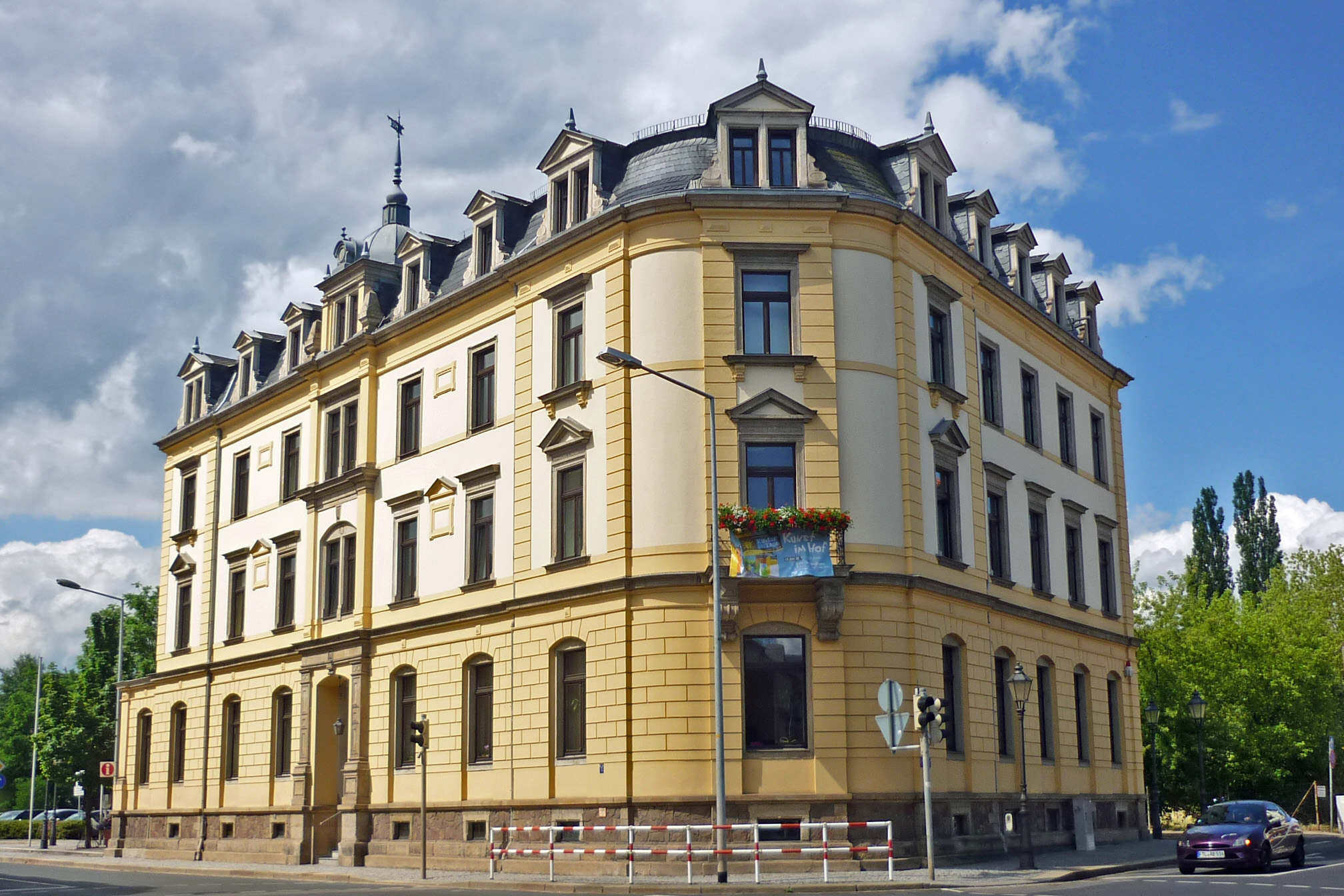
Stadhuis van Deuben

- Birkigt (Freital)
- Burgk (met Zschiedge, Kleinburgk en Großburgk)
- Deuben
- Döhlen (met Neudöhlen en Oberdöhlen)
- Hainsberg (met Coßmannsdorf en Eckersdorf)
- Kleinnaundorf
- Niederhäslich[2]
- Potschappel (met Leisnitz, Niederpesterwitz en Neucoschütz)
- Pesterwitz
- Saalhausen
- Schweinsdorf[2]
- Somsdorf
- Weißig (met Oberweißig en Unterweißig)
- Wurgwitz (met Kohlsdorf, Hammer en Niederhermsdorf)
- Zauckerode

De gemeente had oorspronkelijk drie stadhuizen, te Deuben, Döhlen en Potschappel. Het stadhuis van Potschappel is anno 2025 de hoofdzetel van het gemeentebestuur. Het raadhuis van Deuben is daarvan een dependance. Het voormalige stadhuis van Döhlen is na een renovatie het hoofdkantoor van de grootste woningbouwvereniging  van de stad geworden.

## Geografie en infrastructuur
De gemeente ligt tussen het dal van de Elbe, waar buurgemeente Dresden ligt, en in het zuiden, het Ertsgebergte.
Freital ligt in het dal van de Weißeritz, een zijriviertje van de Elbe. Het ligt in het zogenaamde Döhlener Becken, dat befaamd is geweest om zijn rijkdom aan steenkool. De naam van het riviertje Weißeritz is van Sorbische oorsprong en betekent waarschijnlijk: snel stromende beek. De Weißeritz kan bij zware regenval of na het smelten van sneeuw in het Ertsgebergte vrij plotseling in een woeste, en vaak overstromende rivier veranderen. Na recente overstromingen (2002, 2013) is de bedding en het dal ervan dan ook voorzien van allerlei waterbouwkundige werken, om toekomstige overstromingen te beperken.

### Naburige gemeentes
- In het noorden en noordoosten: Dresden: acht stadsdelen, waaronder Gittersee en Altfranken
- In het oosten: Bannewitz
- In het zuidoosten en zuiden: Rabenau
- In het zuiden: Borlas, een klein dorp in de gemeente Klingenberg (Saksen)
- In het zuidwesten en westen: Tharandt
- In het westen: drie dorpjes in de gemeente Wilsdruff.

### Verkeer en vervoer
De belangrijkste hoofdverkeerswegen in de omgeving van Freital zijn de Bundesstraße 173, (Freiberg-Dresden), die ongeveer 5 à 7 km ten noorden van de gemeente langs loopt, en de Bundesstraße 170. De dichtstbijzijnde aansluiting op een Autobahn ligt aan de  A 17, op circa 11 km van Freital, aan de zuidwestelijke rand van de stad Dresden. Om daar vanuit Freital te komen, dient men zuidoostwaarts naar Bannewitz te rijden. Daarvandaan bereikt men over de B 170 noordoostwaarts rijdend na 5 km afrit 3 van de A 17.

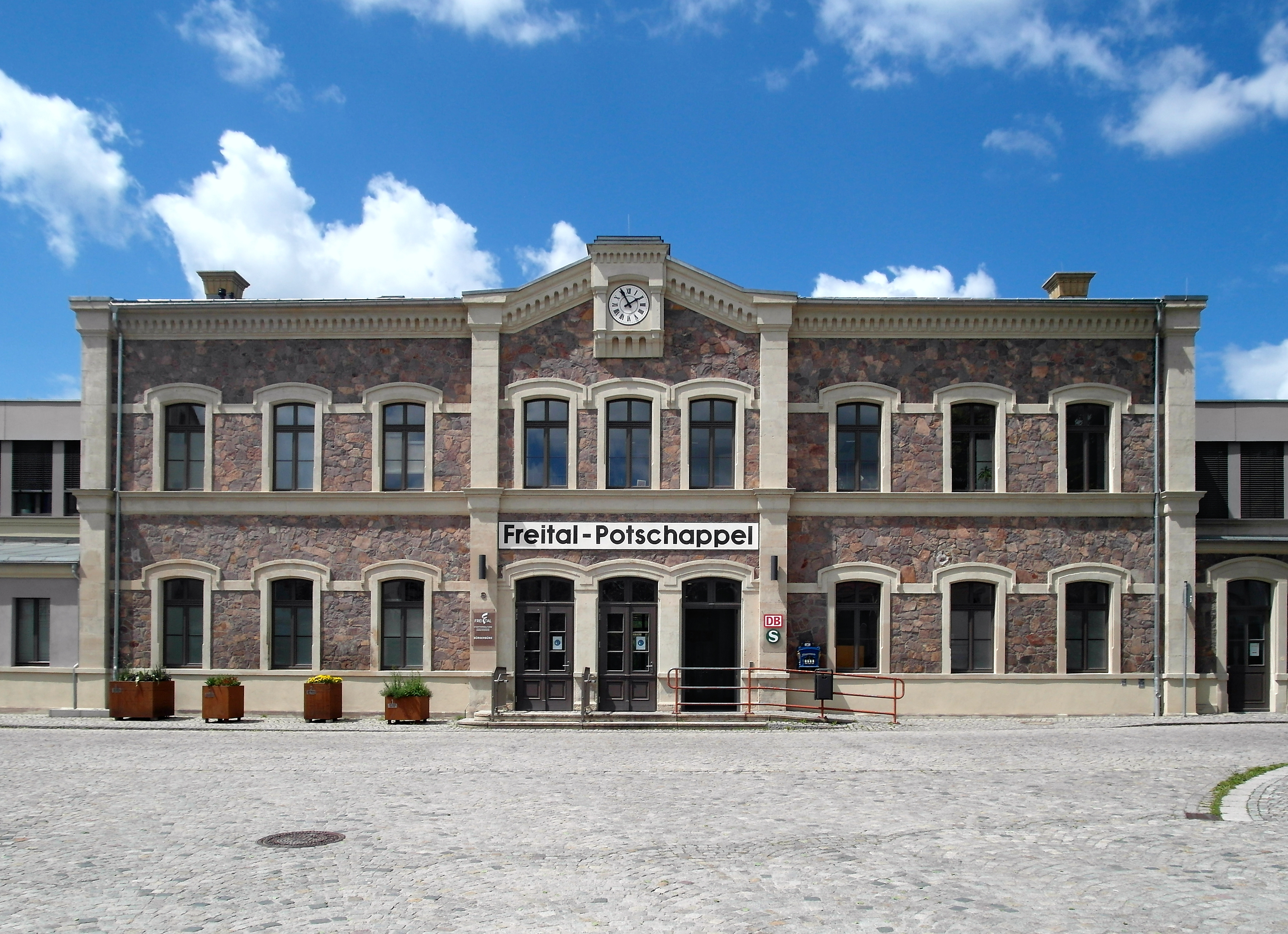
Station Freital-Potschappel
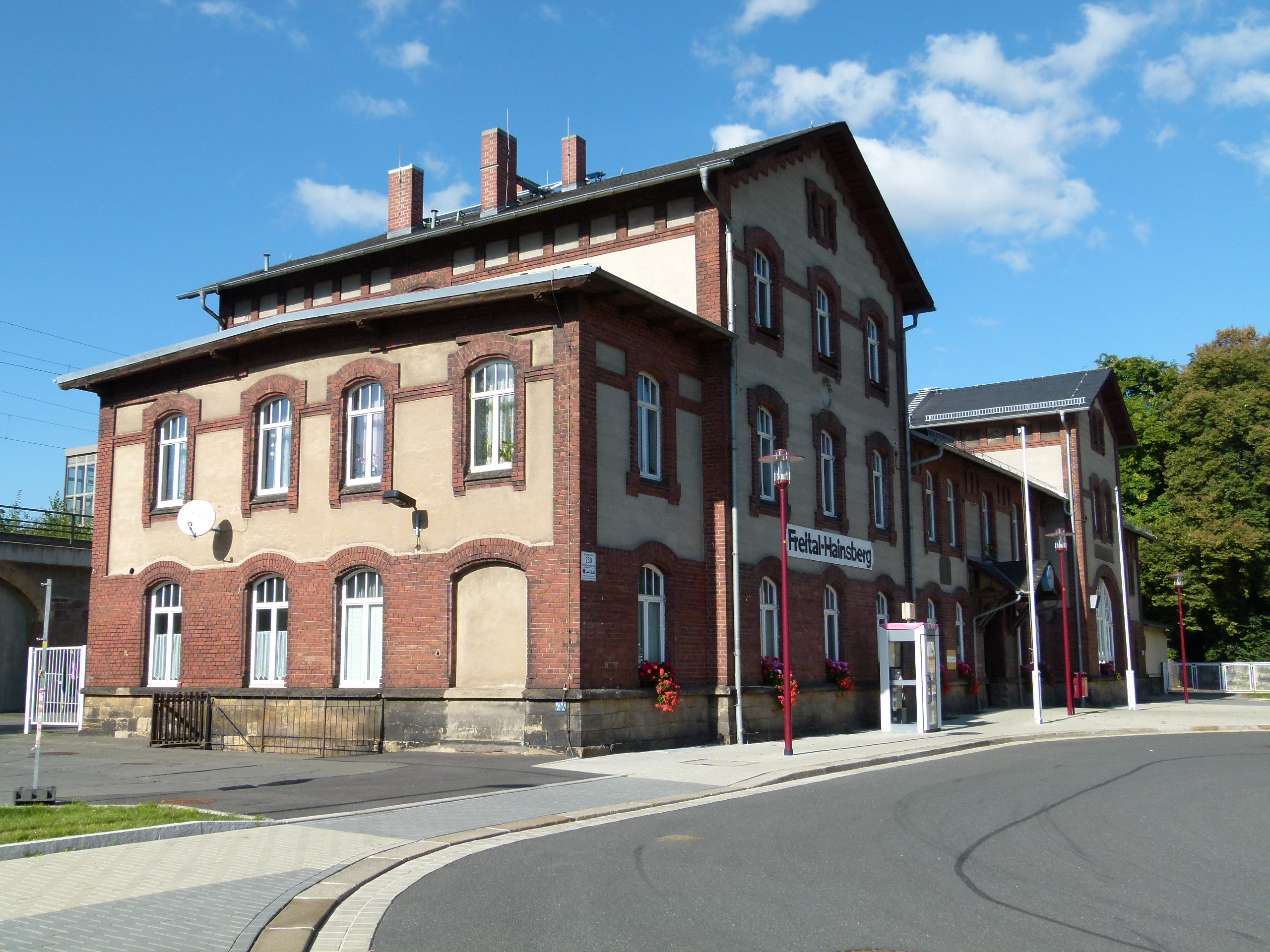
Station Freital-Hainsberg
Lijnen  van de S-Bahn van Dresden

Freital heeft in de stadsdelen Hainsberg (2 ×), Deuben  en Potschappel enige stopplaatsen aan de spoorlijn tussen Dresden Hauptbahnhof, Freiberg en Chemnitz. Hier rijden op dit spoorwegtraject treinen van de S-Bahn van Dresden,  lijn S 3. 
Daarnaast rijden er zes stadsbuslijnen door Freital.
Van Kipsdorf, gemeente Altenberg (Saksen), loopt een 27 km lange smalspoorlijn, de Weißeritztalbahn, naar  station Freital-Hainsberg. Over deze lijn, die tussen 1885 en 1982 diverse malen voor belangrijke experimenten met spoorwegmaterieel is gebruikt, rijdt 2 × per dag in beide richtingen een stoomtrein, die als regulier openbaar vervoer wordt beschouwd.

## Economie

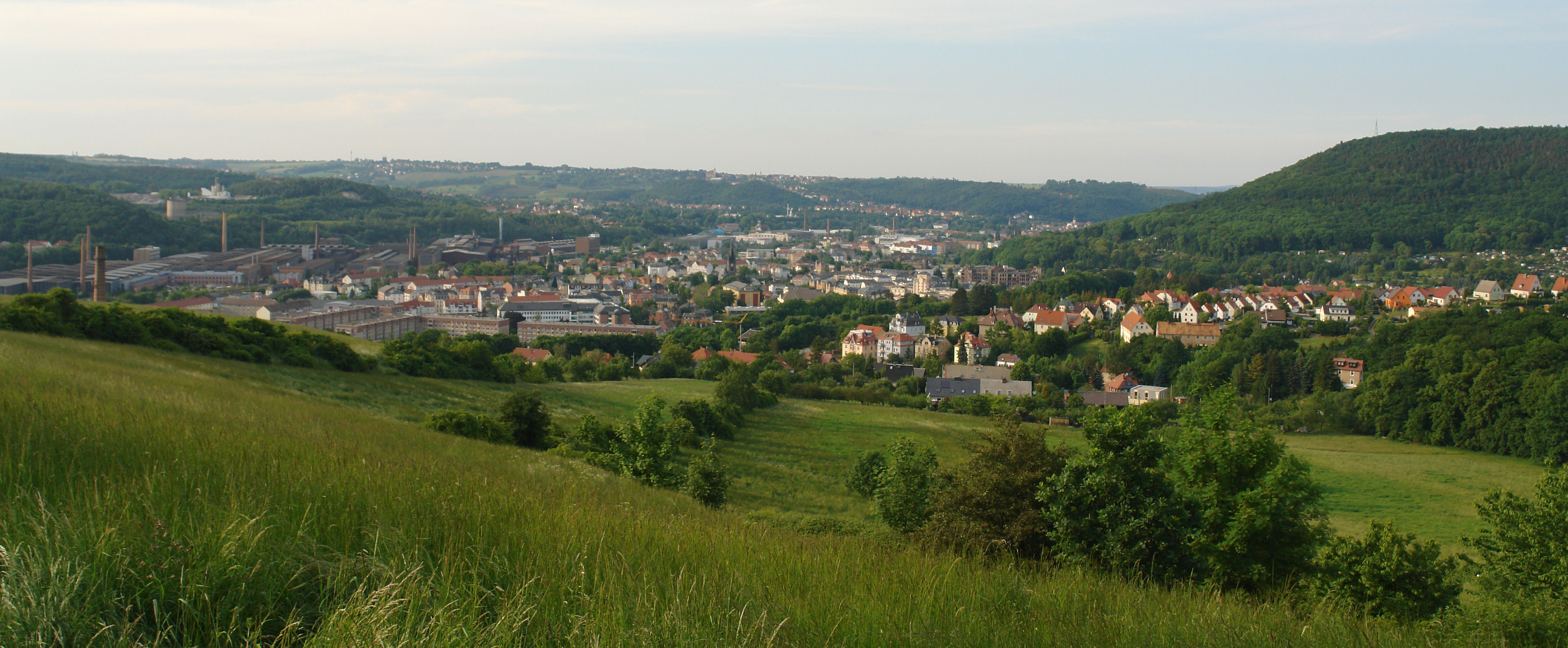
Gezicht op Freital. Links de staalfabriek.
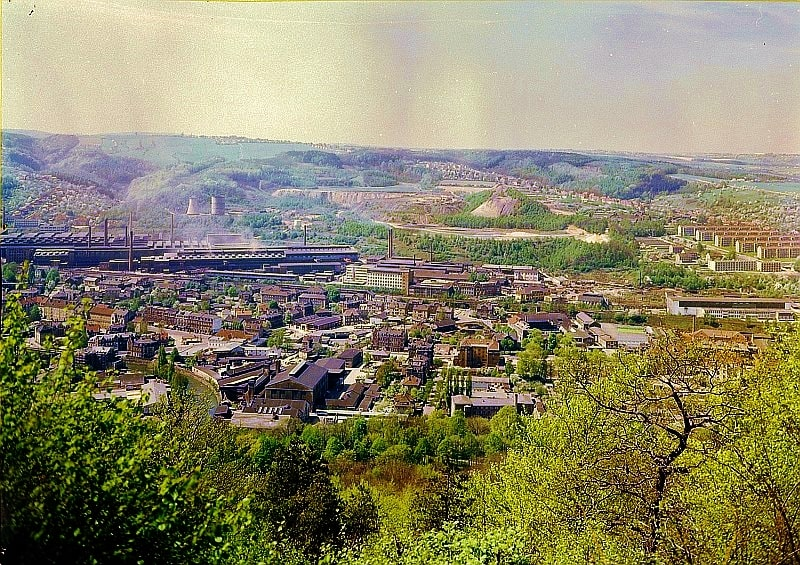
Dezelfde, in de DDR-periode veel grotere staalfabriek, foto uit 1976
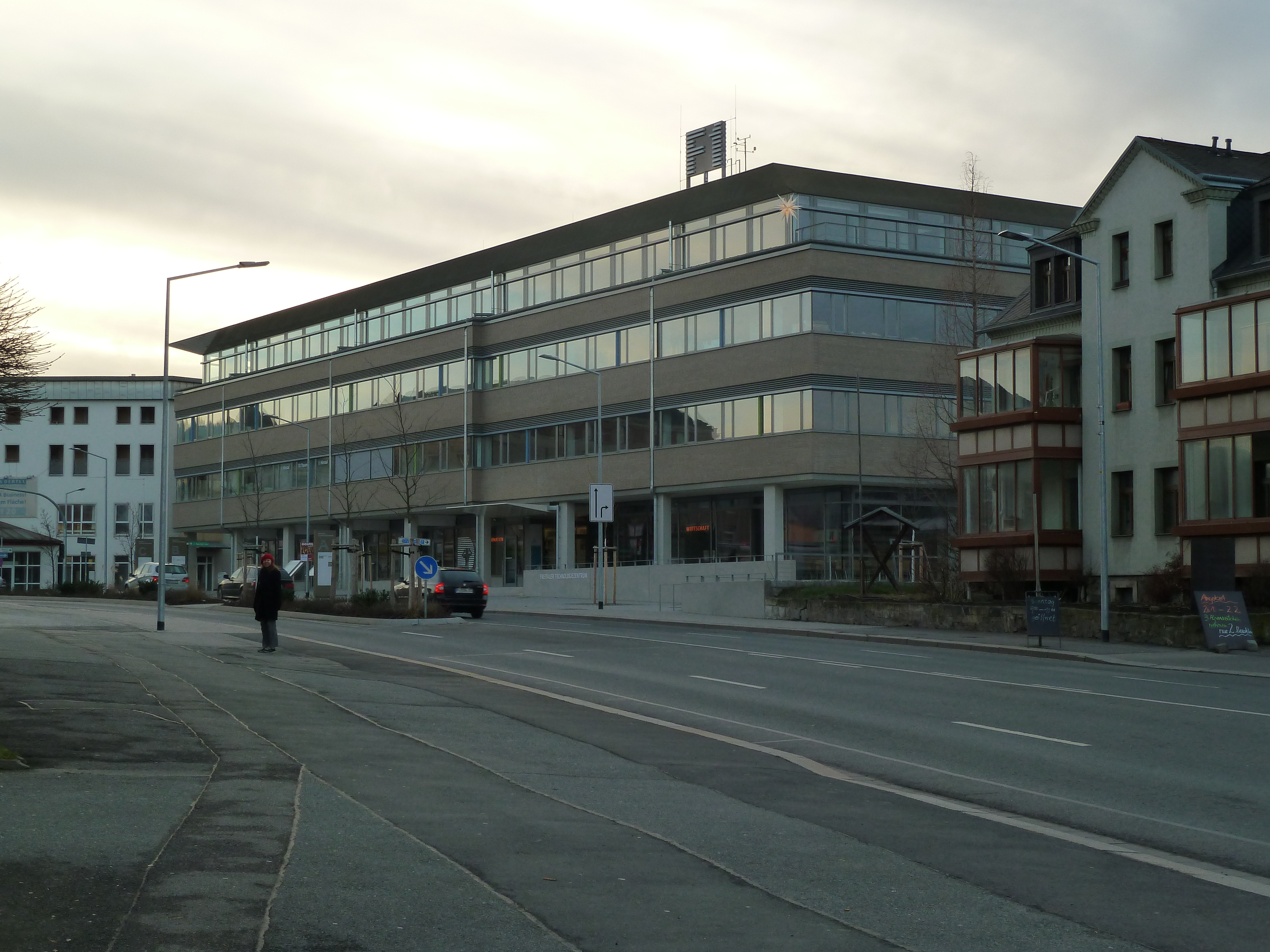
Bedrijfsverzamelgebouw, Döhlen (2014)

De eens belangrijke mijnbouw van o.a. steenkool, aanjager voor alle andere industrie in deze streek, is van weinig betekenis meer. Er is alleen nog enige winning van klei en zand.
In stadsdeel Döhlen staat een zeer grote (3.600 x 600 meter oppervlakte) staalfabriek (BGH Edelstahl), die in de DDR-periode meer dan 5.000 man personeel had, en anno 2021 nog 600 à 650. 
Daarnaast zijn er nog een aantal andere, middelgrote,  industrieën  in de gemeente actief,  die in de tijd vóór de Duitse hereniging grootschaliger waren en veel meer personeel hadden  dan tegenwoordig. Daartoe behoren onder andere een glas- en een papierfabriek. Ook zetelt er een onderneming, die door velen als geneeskrachtig beschouwde kruidentheeën maakt op basis van de plant echte salie.  In 2013 werd in Döhlen een bedrijfsverzamelgebouw voor jonge, startende ondernemers in met name de IT-branche geopend, met de naam Technologie- und Gründerzentrum Freital.
Freital heeft verder de kenmerken van een forensengemeente,  het kan als een voorstad van de naburige grote stad Dresden worden beschouwd. In de hoger gelegen gebieden is de landbouw nog van betekenis: bijna de helft van de oppervlakte van Freital is boerenland. Het toerisme is in Freital van geen betekenis.

## Geschiedenis

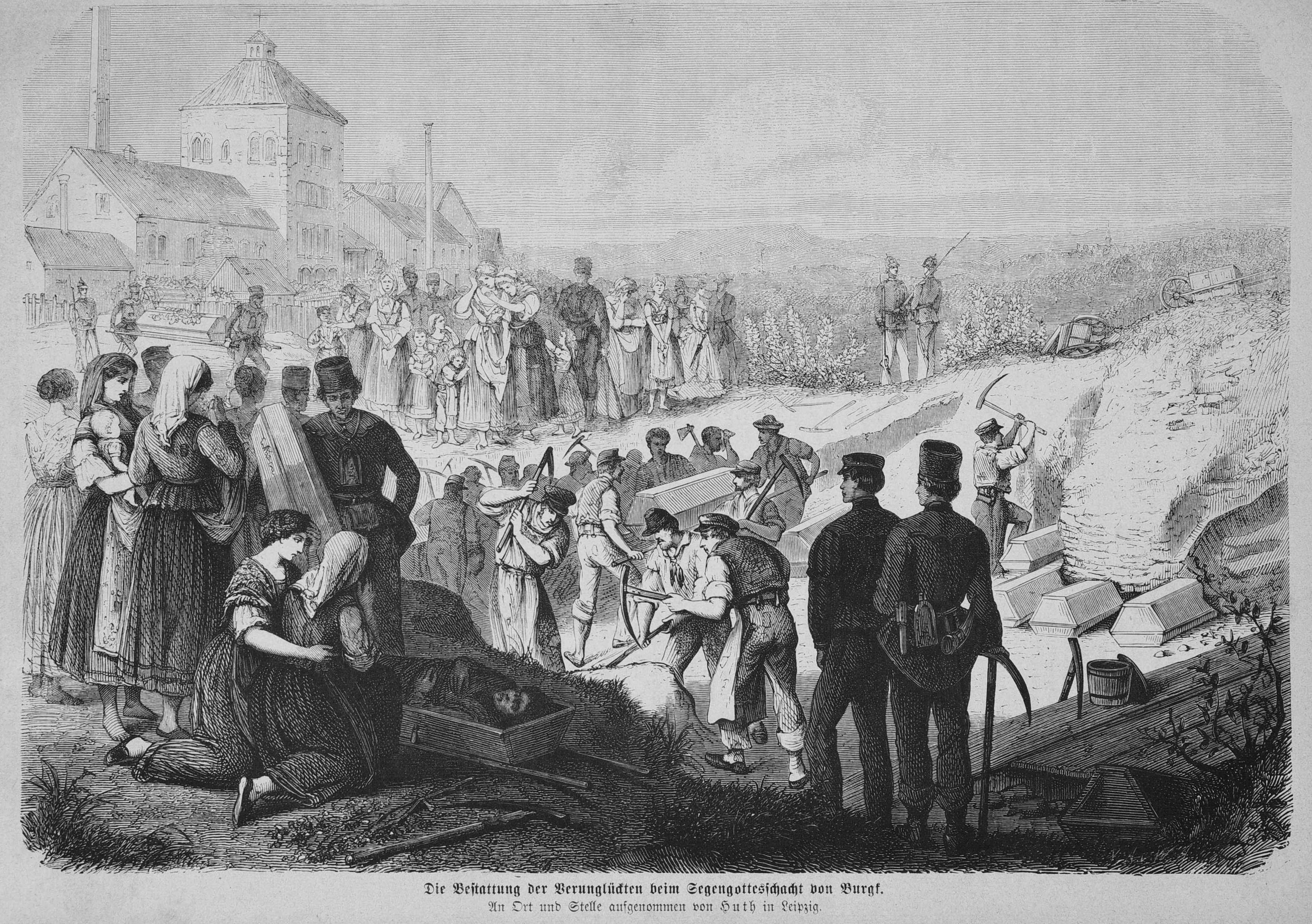
De begrafenis van de in 1869 verongelukten bij de Segen-Gottes-Schacht (Illustratie in het blad Die Gartenlaube)
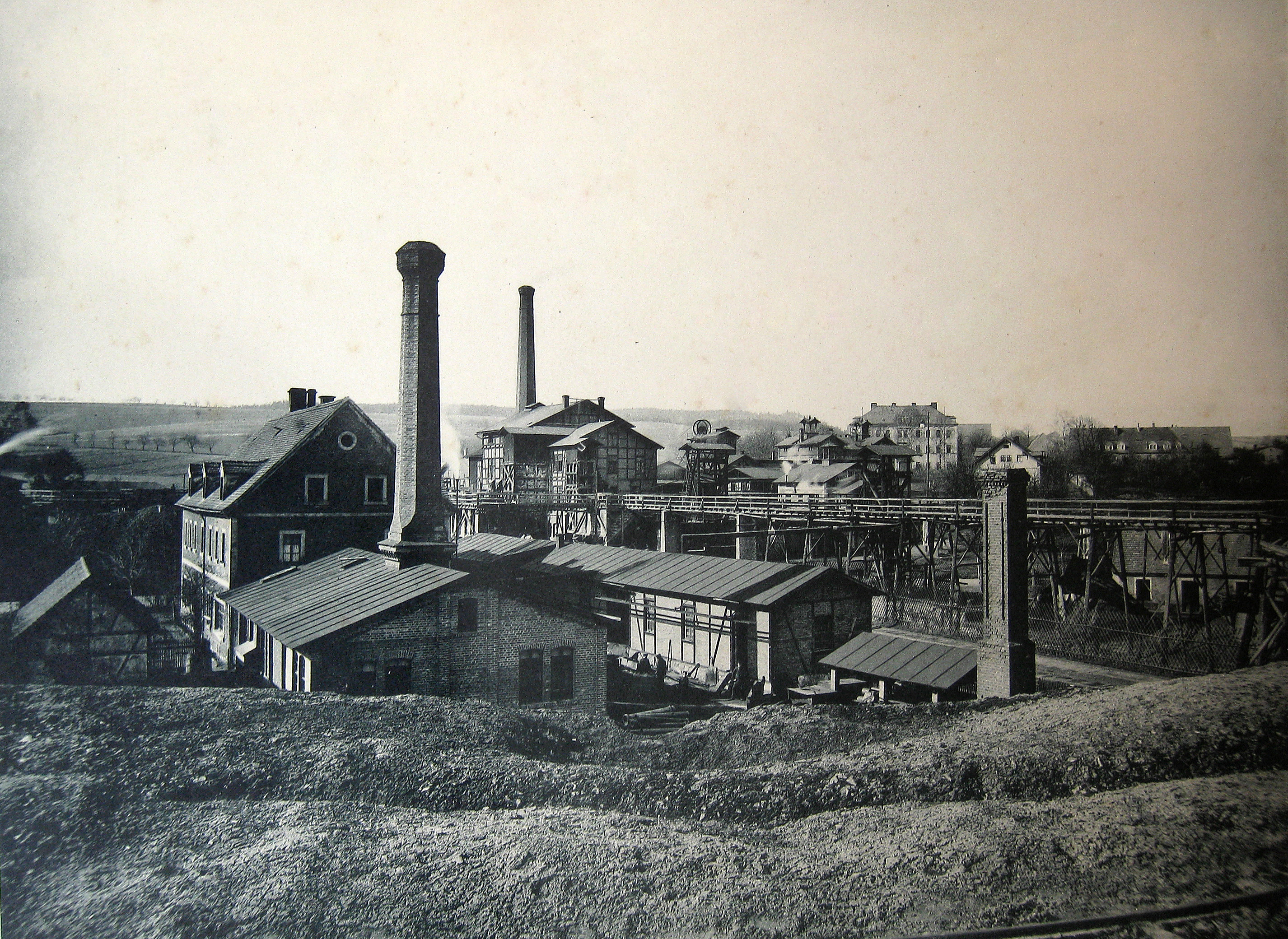
Kolenmijn Oppelschacht (1890), Zauckerode, in bedrijf van 1833-1927
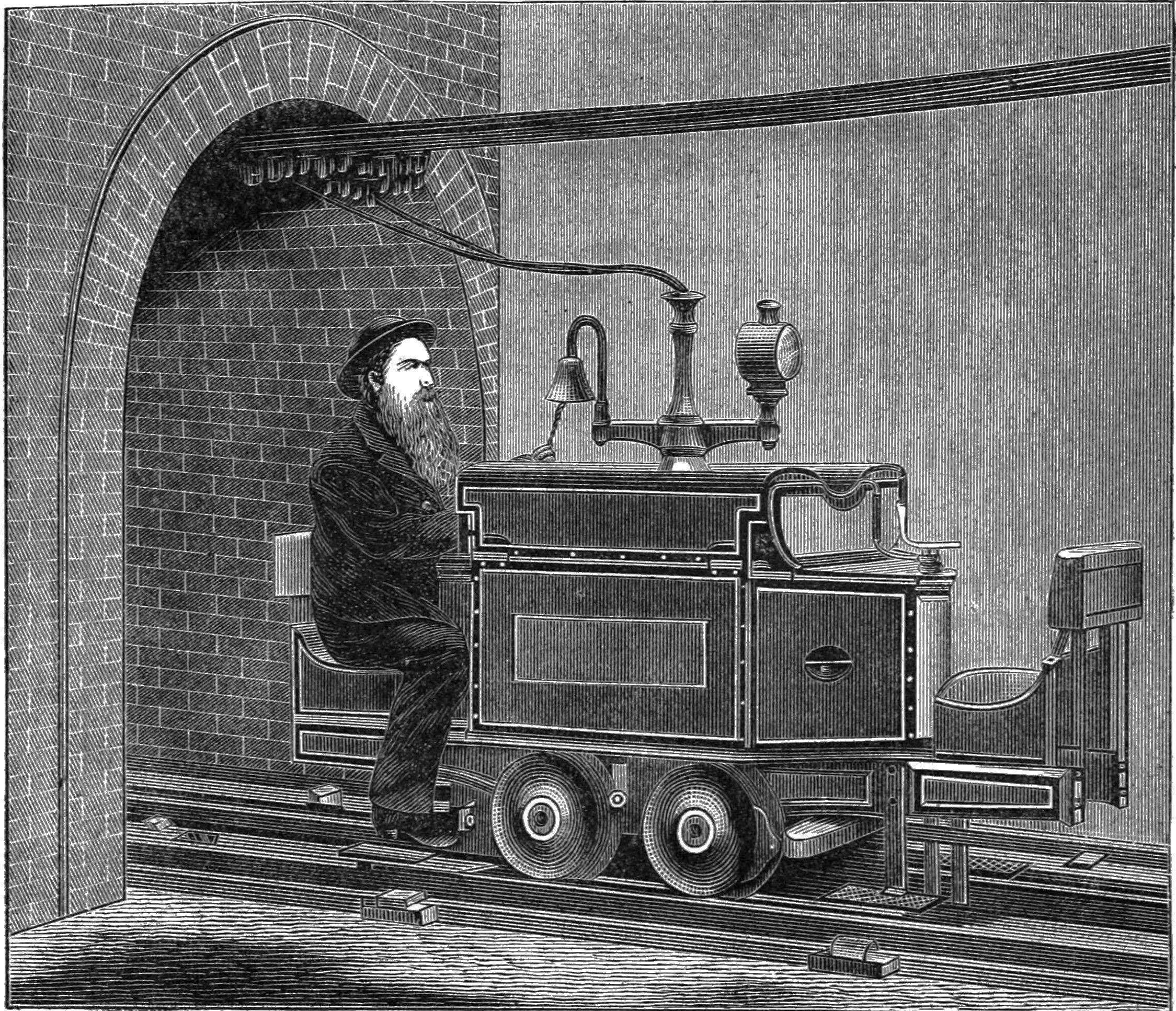
Elektrische loc Dorothea, Parijs, 1881
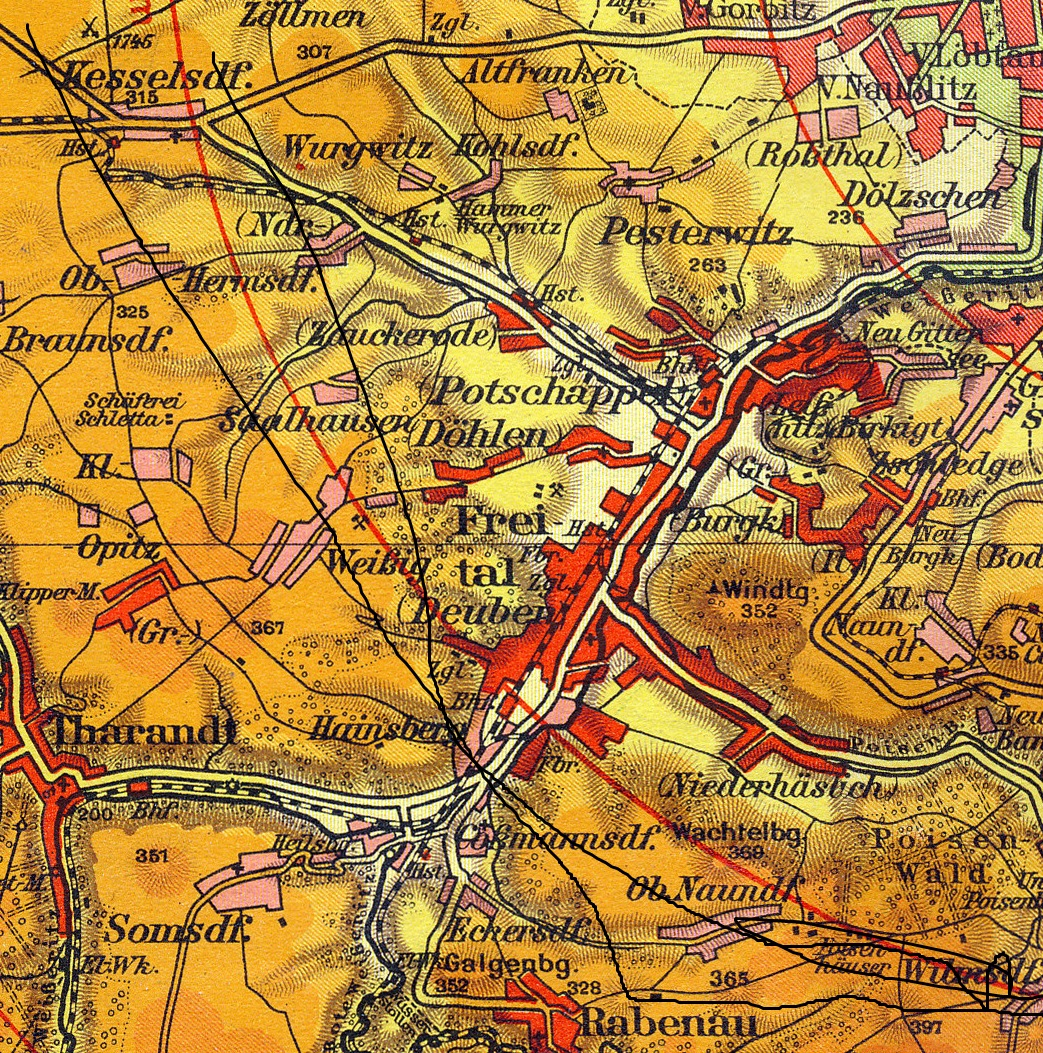
Bebouwing van Freital, kaart uit een schoolatlas, 1930
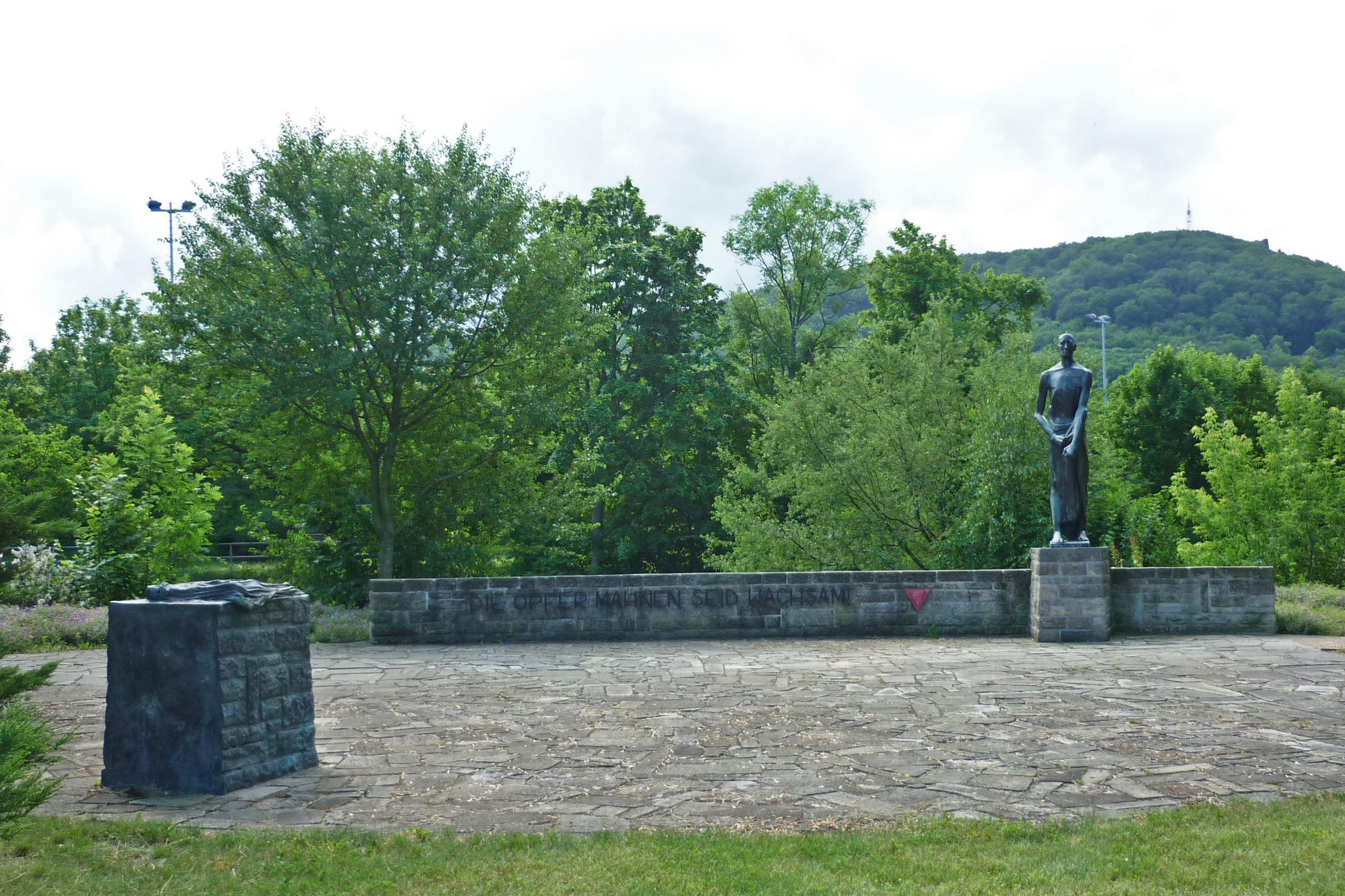
Monument voor de slachtoffers van het fascisme en nazisme, 1958, Döhlen
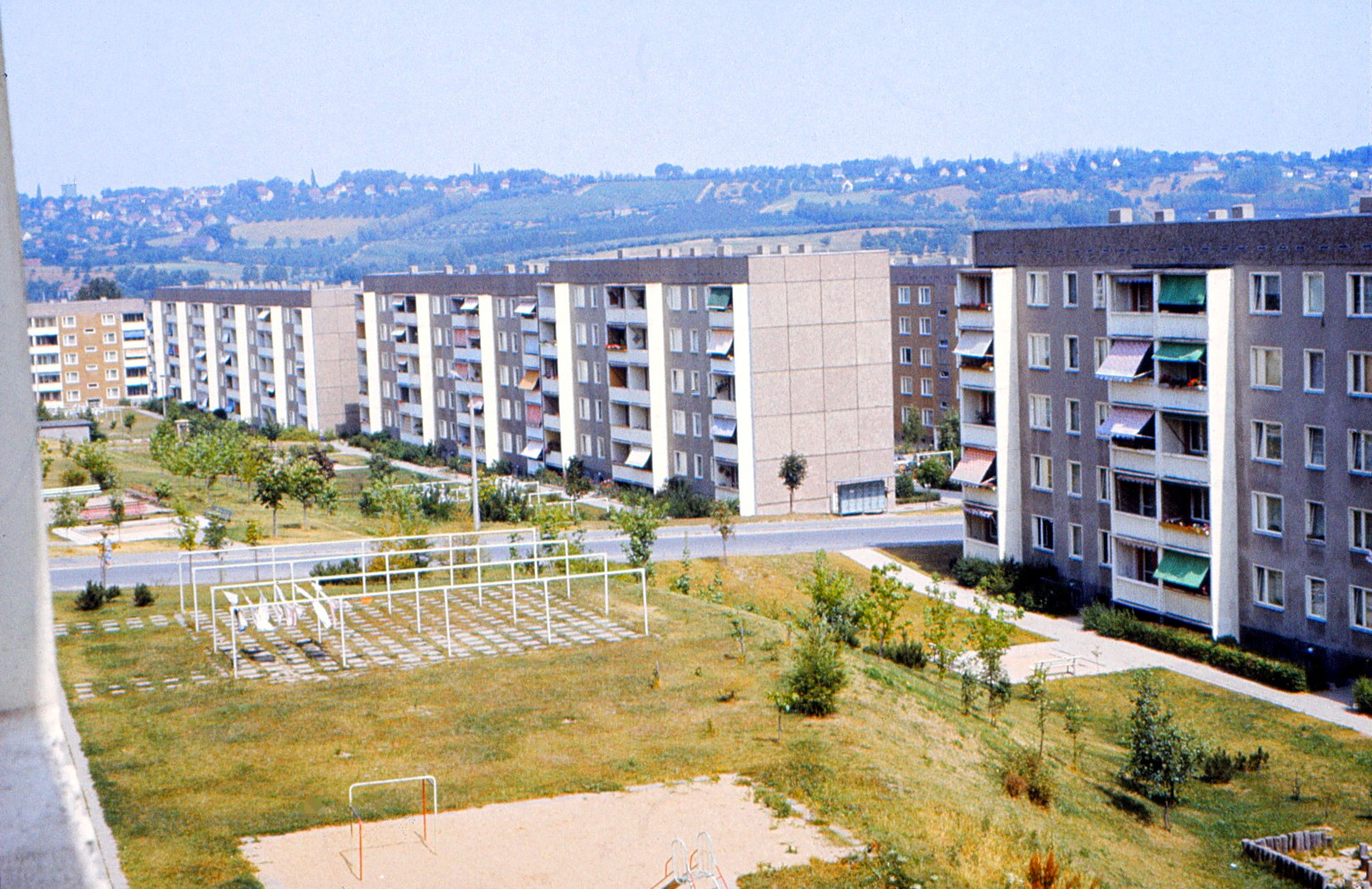
Plattenbau-flatwijk, 2.500 woningen, Zauckerode (gebouwd 1974-1985)
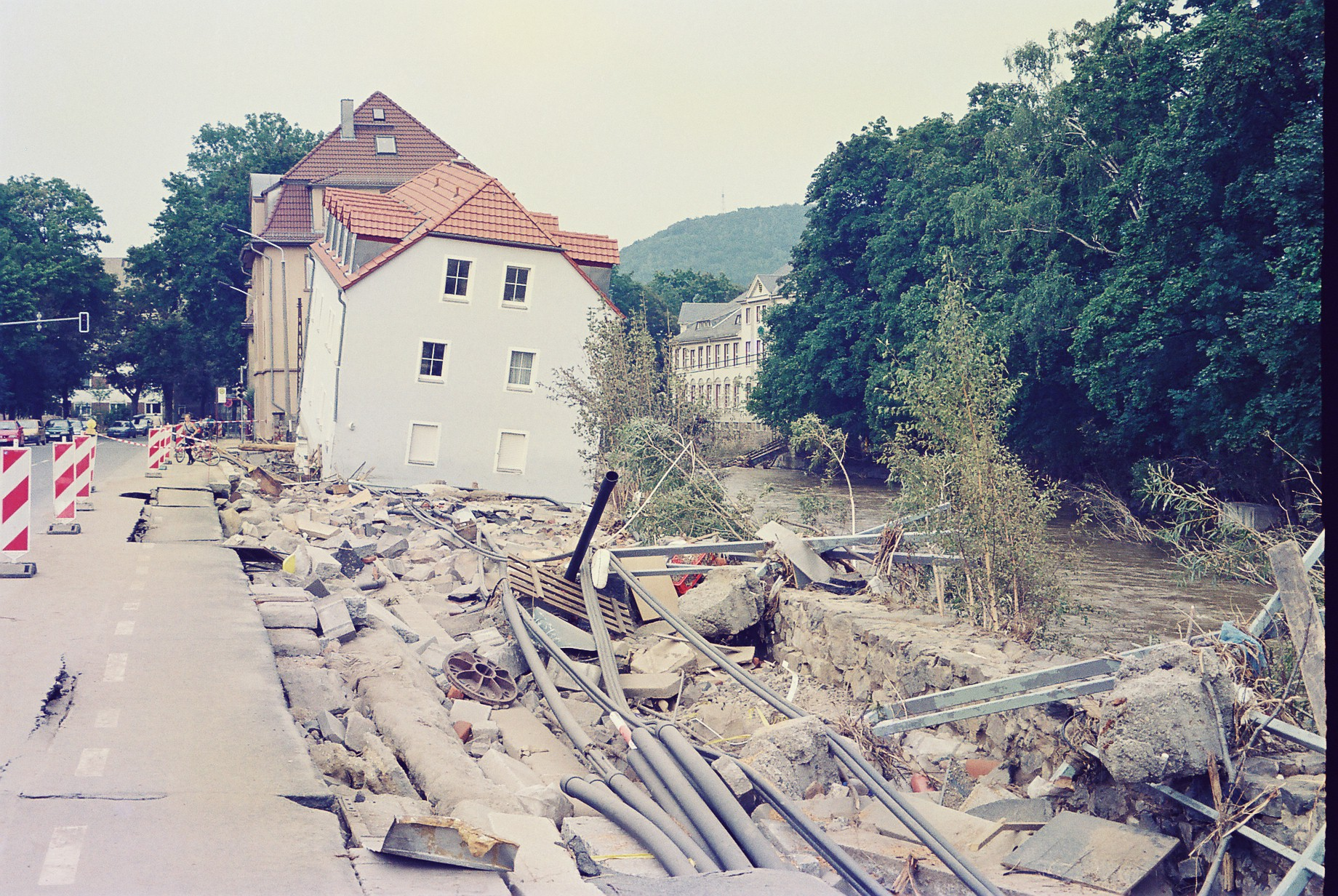
Overstromingsschade te Freital (2002)
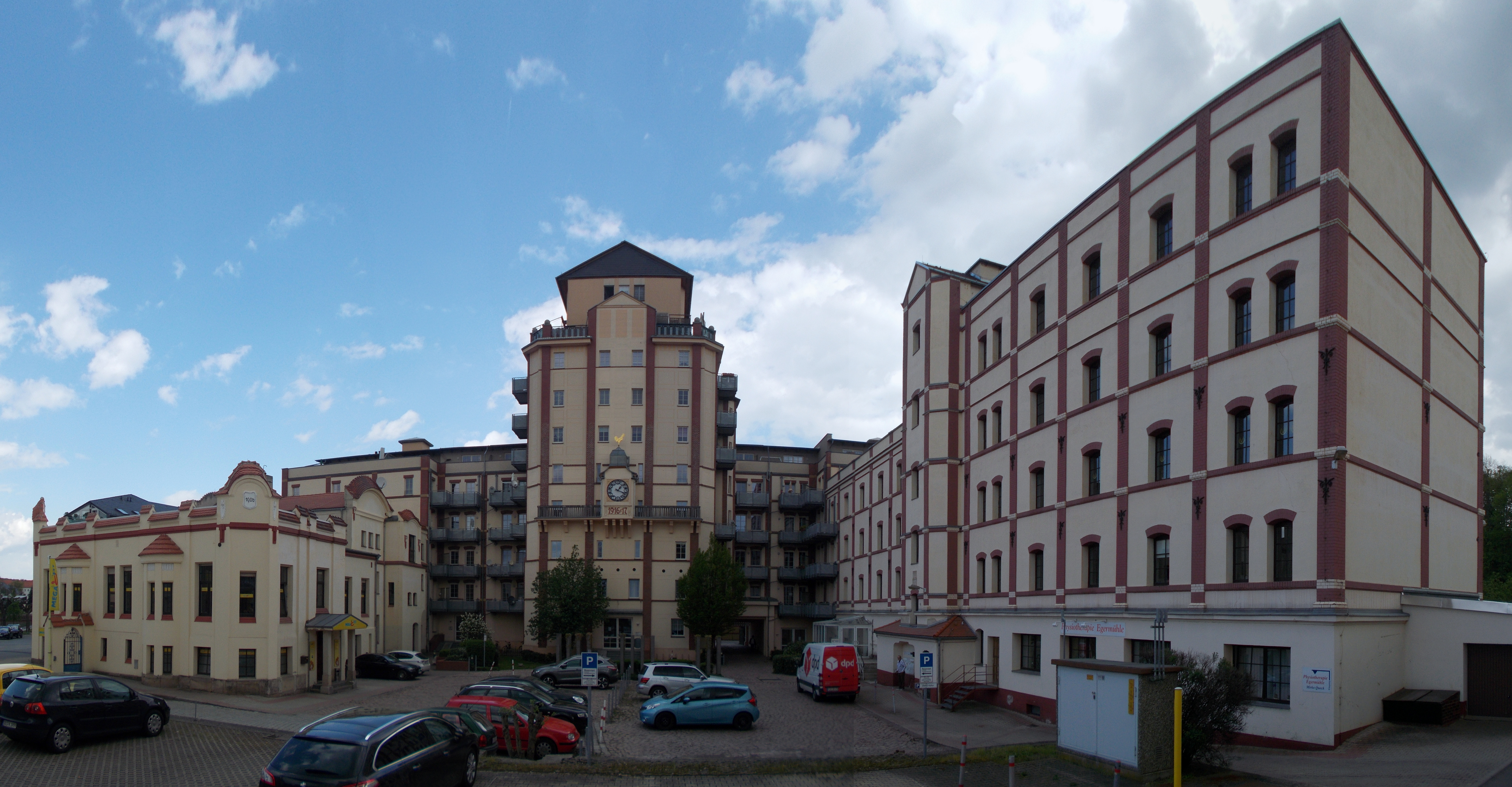
Egermühle aan de Weißeritz, Deuben (2018)

Waar nu de gemeente Freital ligt, woonden vanaf de 7e eeuw mensen, die tot Slavische volkeren behoorden. Veel geografische namen zijn van oorsprong Slavisch. Voorbeelden zijn de dorpsnaam Potschappel, van počaply, gehurkt, en de riviernaam Weißeritz (wilde beek), die als Bystrica ook in de Slowaakse plaatsnaam Banská Bystrica voorkomt. De in de huidige gemeente gelegen dorpen werden bijna alle in de 13e of 14e eeuw gesticht. Het gebied lag in een Burggraafschap Dohna, dat meestal onderhorig was aan het Markgraafschap Meißen, dat in de 15e eeuw in het Keurvorstendom Saksen (1423-1485) en uiteindelijk het Keurvorstendom Saksen (1547-1806) opging. In het midden van de 16e eeuw werd dit gebied als gevolg van de Reformatie protestants. De meeste christenen en kerkgebouwen in de huidige gemeente Freital zijn nog steeds evangelisch-luthers.
Freital ligt in een gebied, waar van 1542 tot 1968 op grote schaal steenkool is gedolven. In één zo'n kolenmijn, met de in dit verband nogal navrante naam Segen-Gottes-Schacht, bij Burgk, gebeurde op 2 augustus 1869, als gevolg van een explosie van mijngas, een rampzalig  ongeluk. Daarbij kwamen 276 mensen om het leven. Velen van hen raakten ingesloten en stierven pas vele uren na de ontploffing,  door zuurstofgebrek en daarop volgende verstikking. Enigen konden, vóór hun onvermijdelijke dood, nog afscheidsbriefjes voor hun gezinnen schrijven. De publicatie van enkele van die briefjes schokte vele lezers daarvan in de gehele wereld.
Overigens gold de mijnbouw in deze regio, zeker in de 19e eeuw, als modern. De kolenwasserij, een installatie om de gewonnen steenkool van afvalgesteente te scheiden, is in 1810 door een plaatselijke ingenieur uitgevonden. Reeds in 1820 deed de stoommachine haar intrede, en op vervoersgebied in de mijnen in 1882 de eerste, door Siemens gebouwde, elektrische locomotief ter wereld, met de naam Dorothea.
De Weißeritz met zijn snelstromende water leende zich voor de exploitatie van watermolens. De grote Egermühle te Deuben bijvoorbeeld, was van plm. 1600 tot 1876 nog een grote watermolen, die o.a. een maalderij en een houtzagerij aandreef. Daarna werd hij tot een voor die tijd moderne fabriek met stoom- en later elektrische machines verbouwd. In de DDR-periode (1949-1990) was het een fabriek van allerlei voedingsmiddelen, die in 1990 gesloten werd en tot woonflat en complex voor midden- en kleinbedrijf verbouwd; alleen aan de naam is te zien, dat de Egermühle ooit een molen was.
De stad Freital ontstond op 1 oktober 1921 door een fusie  van de door de mijnbouw en zware industrie verstedelijkte gemeenten Deuben, Döhlen en Potschappel, die in elkaars verlengde liggen. Deze drie plaatsen, waar ook de Weißeritz doorheen stroomt, en waar de doorgaande straatweg naar Dresden doorheen loopt, vormen nog steeds het langgerekte kerngebied van Freital. Van 1921-1933 werd de stad bestuurd door sociaaldemocraten van de SPD, die nogal wat geld investeerden in huisvesting en voorzieningen voor de arbeidende bevolking; weliswaar bleef arbeidsonrust uit, en het communisme bleef onbeduidend, maar de stad kwam er wel door in geldnood. 
Tijdens de nazi-tijd (1933-1945) gebeurde in Freital hetzelfde als in veel andere Duitse steden: vanaf de Kristalnacht van november 1938 vervolging en uitmoording van Joden, tewerkstelling van duizenden dwangarbeiders in de stedelijke industrie, die daartoe tijdelijk ook buitencommando's van concentratiekampen omvatte, en tegen het eind van de Tweede Wereldoorlog geallieerde luchtaanvallen op de spoorlijnen en de industrie in de gemeente. Op 24 augustus 1944 werd het Freitaler stadsdeel Birkigt gebombardeerd, met als doel de Voltol-(smeerolie)fabriek van Rhenania-Ossag , in die tijd een deel van het Shell-concern. De aanval kostte 241 mensen het leven, maar de smeeroliefabriek werd slechts licht beschadigd; andere fabrieken in de buurt werden wel totaal verwoest. Op 8 mei 1945 viel Freital, zonder strijd, in handen van het Rode Leger van de Sovjet-Unie. Vervolgens werden enige fabrieken en mijninstallaties door de Sovjets gedemonteerd en als krijgsbuit naar Rusland afgevoerd; dit was in overeenstemming met de afspraken op de geallieerde Conferentie van Jalta. 
Van 1949 tot 1990 maakte Freital deel uit van de DDR. In die periode werd de industriële bedrijvigheid en de mijnbouw nog enige decennia sterk opgevoerd. In enkele stadsdelen werden, voor de huisvesting van het toegenomen aantal arbeiders en hun gezinnen, nieuwbouwwijken met Plattenbau-flats gebouwd, o.a. te Zauckerode. In de jaren-1980 had de stad circa 46.000 inwoners. Na de Duitse hereniging van 1990 werden veel fabrieken en mijnen gesloten of ingekrompen. In 1988 gemaakte plannen, om op een nieuw industrieterrein in Dresden-Gittersee een chemische fabriek te bouwen, waar de gewezen mijnwerkers van Freital silicium voor de computerindustrie moesten gaan maken, stuitten al vóór de Val van de Muur op hevige protesten van de milieubeweging. Na de Wende bleek ook, dat de geplande siliciumfabriek in de aanvliegroute van de Luchthaven Dresden lag; in geval van het neerstorten van een vliegtuig op de fabriek zouden de gevolgen niet te overzien zijn geweest. De bouw werd gestaakt. Later werd het half afgebouwde complex tot fabriek van koekjes en hosties verbouwd.
In 1897 en bij het Hoogwater in Centraal-Europa 2002 trad de Weißeritz buiten haar oevers en veroorzaakte zeer grote materiële overstromingsschade.  In 1897 waren daarbij ook enige doden gevallen.
In 2015 en 2016 werd in Freital een extreem-rechtse, door de Duitse overheid als terroristisch beschouwde,  groepering opgerold. Deze had aanslagen op onderkomens voor asielzoekers en vluchtelingen willen plegen. De betrokkenen werden tot lange gevangenisstraffen veroordeeld.
Over de geschiedenis van de stad kan men meer te weten komen, door het in 1709 na brand herbouwde, en in de 19e en 20e eeuw enkele keren gerenoveerde, kasteeltje Schloss Burgk in het gelijknamige stadsdeel te bezoeken. In dit kasteeltje zijn naast een restaurant en een zaal voor huwelijkssluitingen ook de Städtische Sammlungen gevestigd, het streekmuseum en mijnbouwmuseum van Freital. Dit kasteeltje is ook de enige bezienswaardigheid van betekenis in de gemeente. Het museum bezit een collectie schilderijen en grafische kunst uit de periode vanaf circa 1890 tot 1950. Deze werken zijn van de hand van kunstenaars uit de regio. De bekendste onder hen was Otto Dix, van wie het museum 9 werken bezit. Dichtbij het museum, in het kasteelpark, is de ingang (het Mundloch) van een museum-mijn. Deze locatie kwam in het nieuws , doordat 3 overlevenden van de mijnramp van 1869 door deze gang wisten te ontsnappen.

## Afbeeldingen

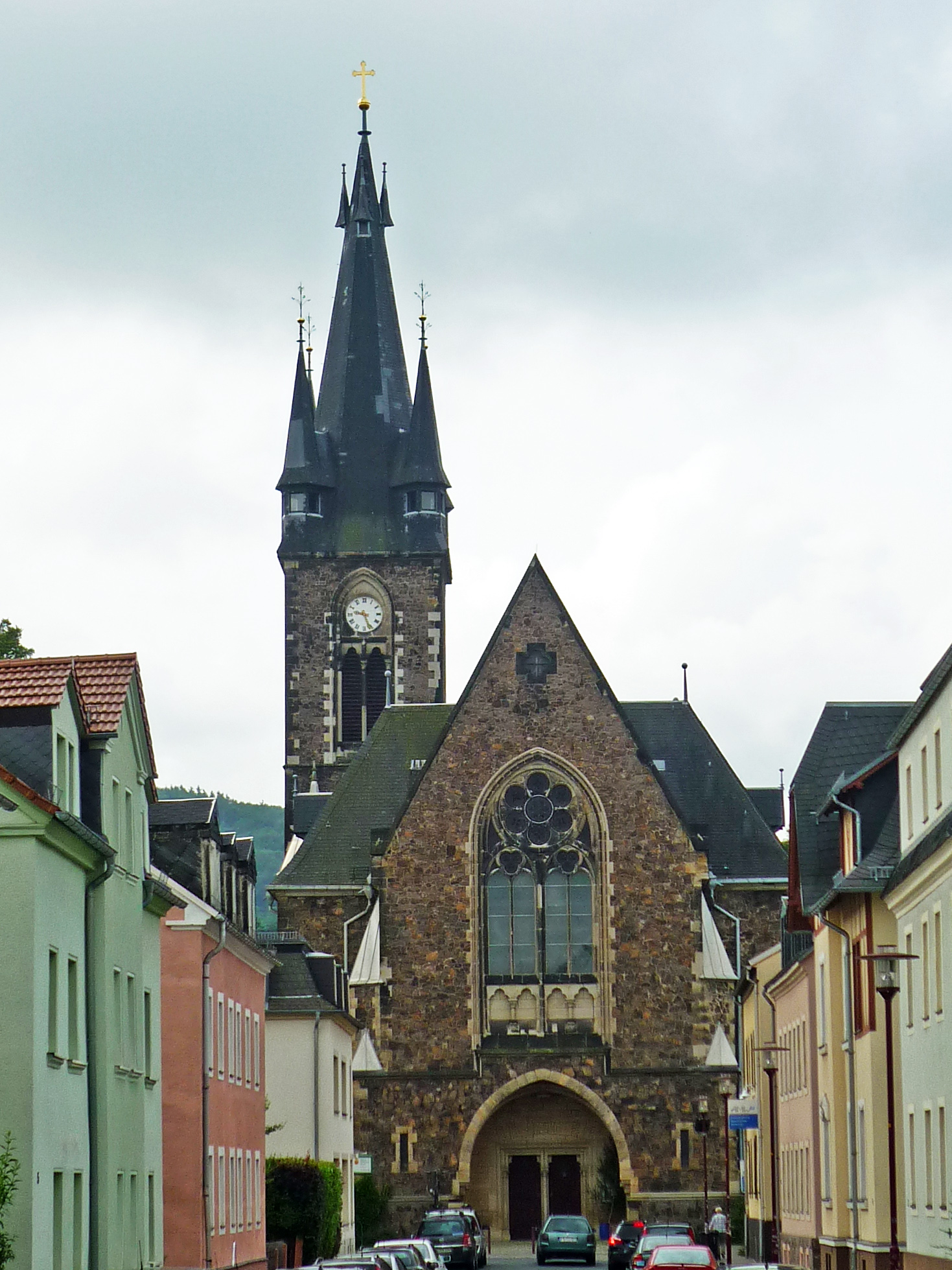
Christuskerk (1869), Deuben
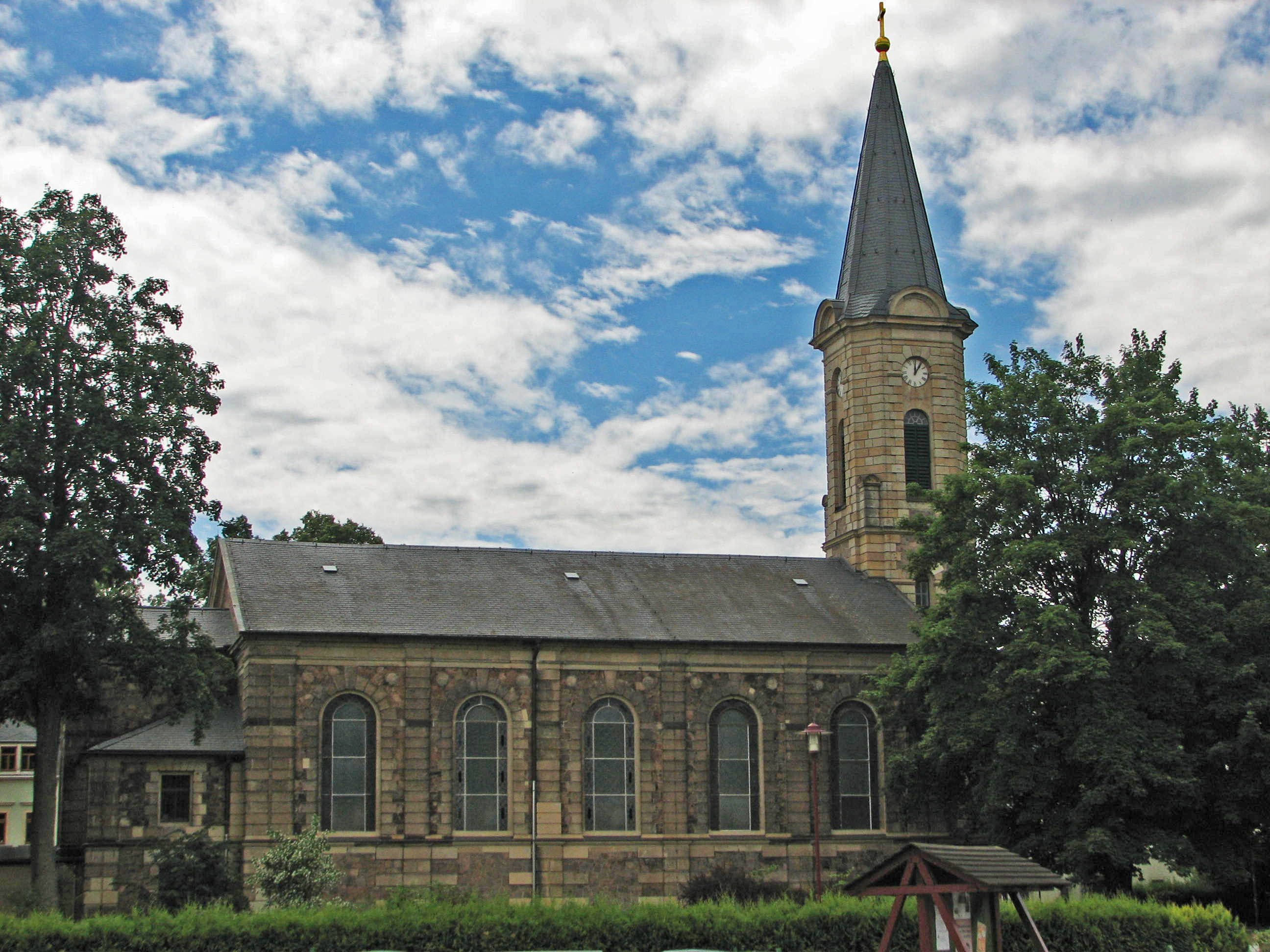
Emmaüskerk (1877), Potschappel
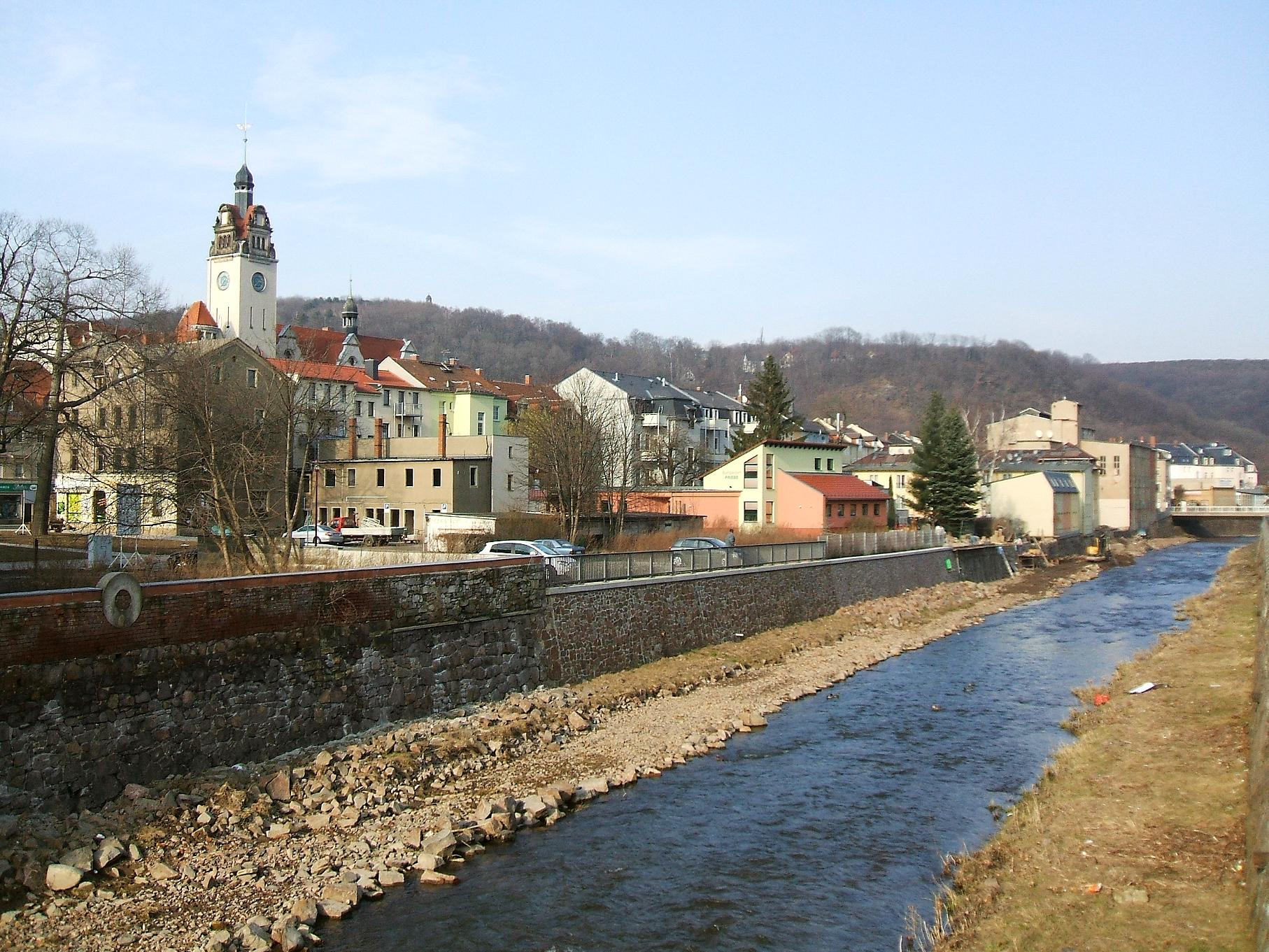
De rivier Weißeritz in stadsdeel Potschappel
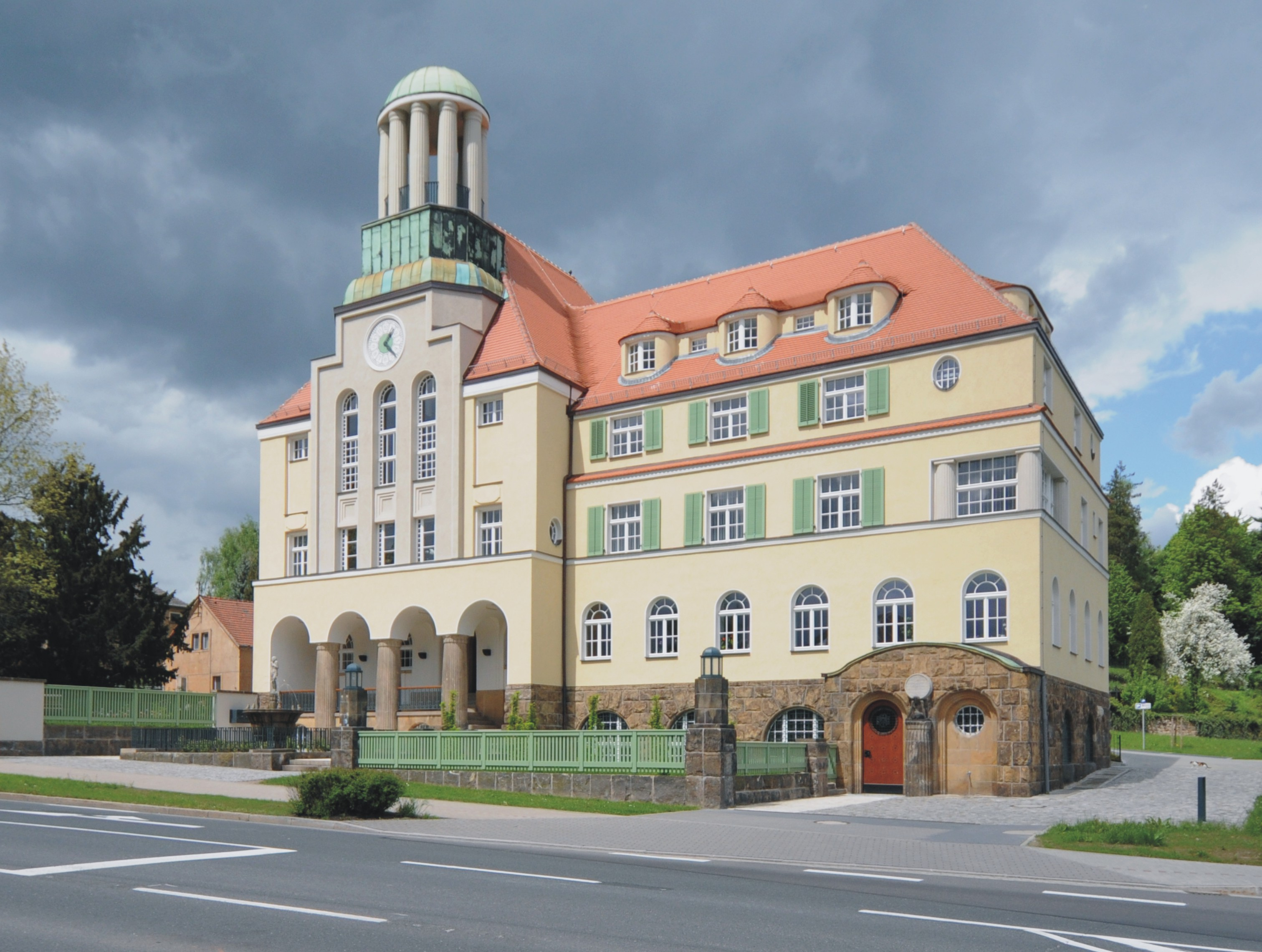
Voormalig stadhuis,  Döhlen (1915)
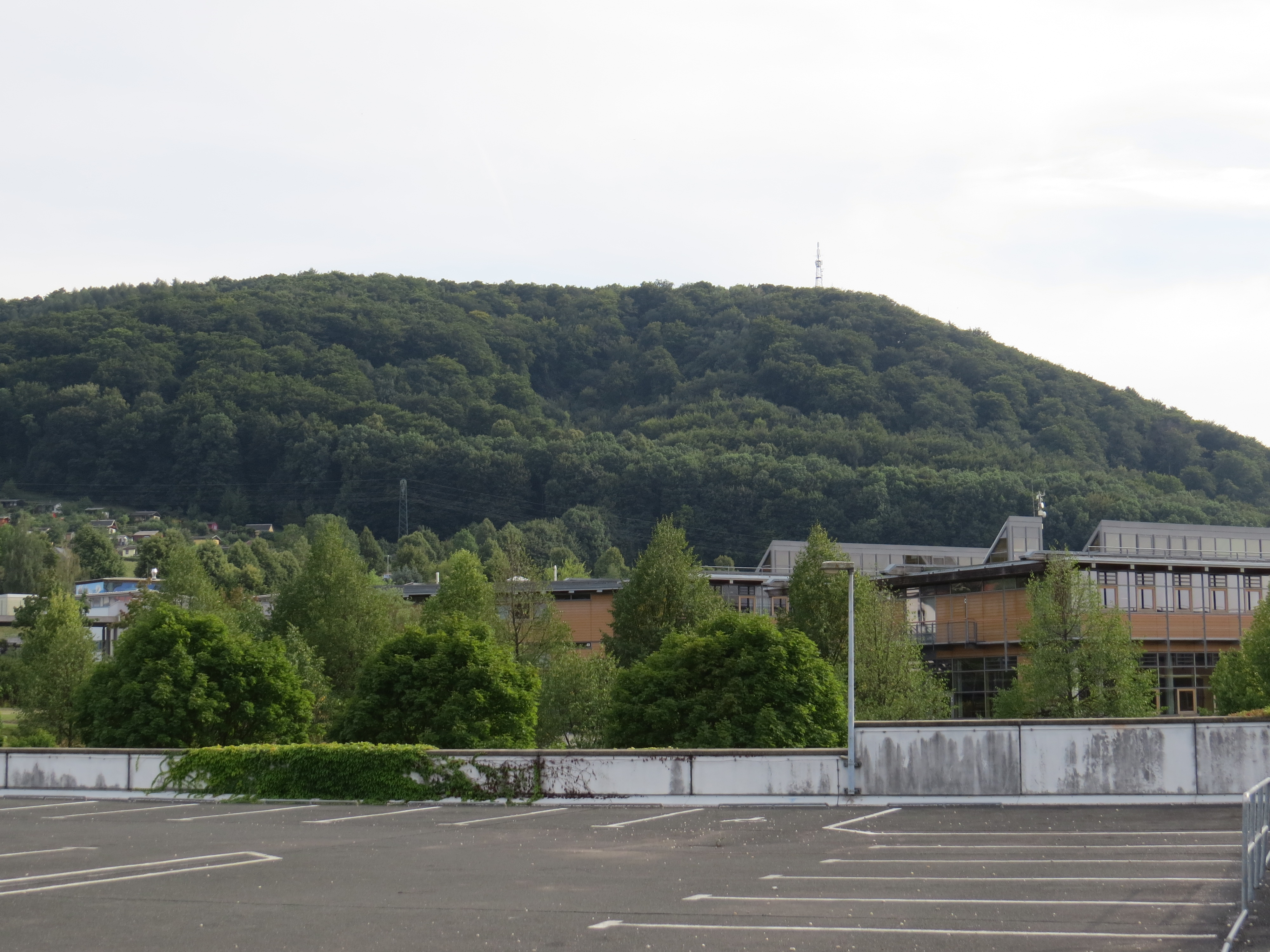
De heuvel Windberg, gezien vanuit Burgk
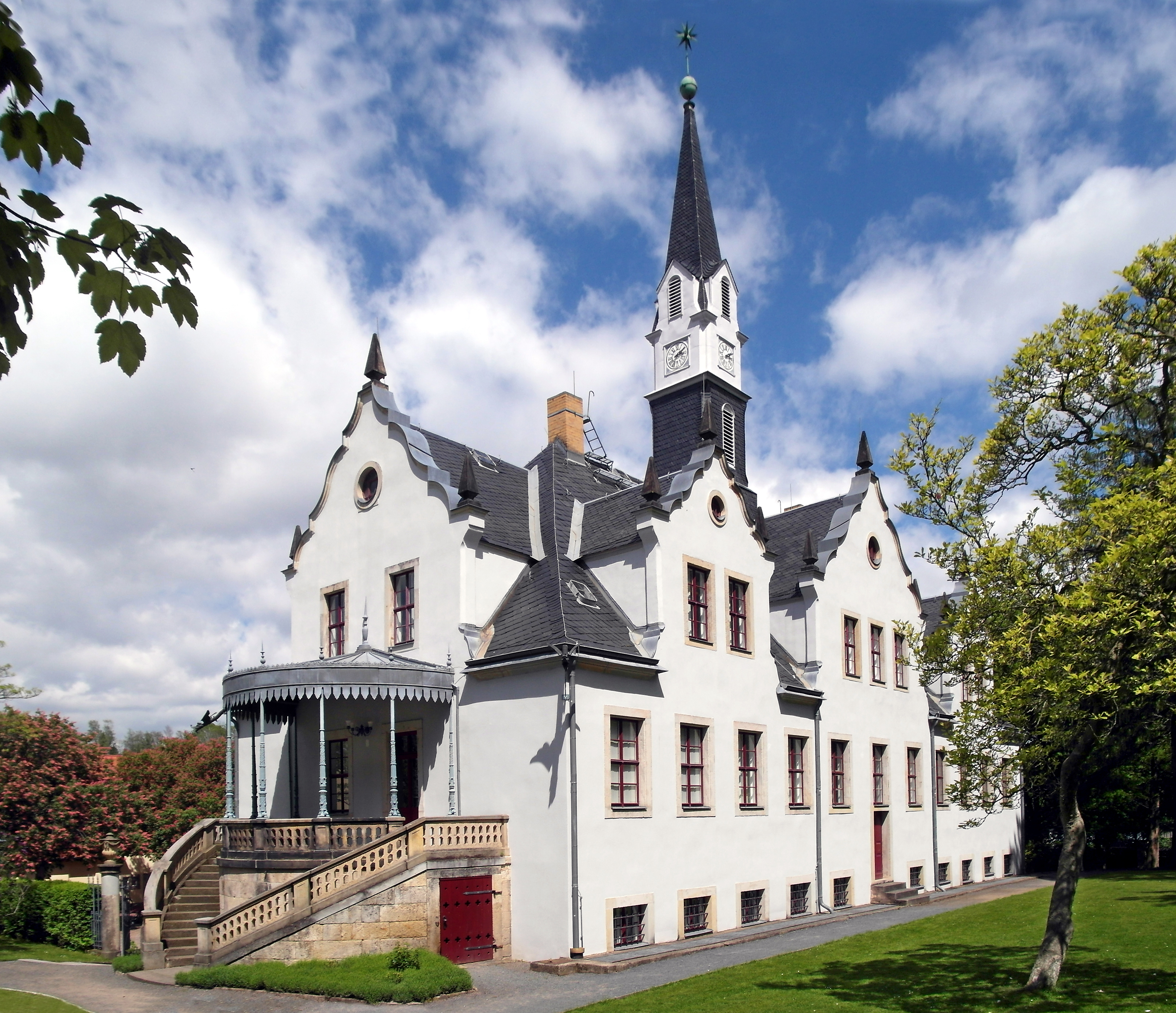
Kasteel Schloss Burgk

## Partnergemeenten
De gemeente onderhoudt nog één jumelage, en wel met Baden-Baden. Andere partnerschappen zijn in de loop der jaren opgeheven.

## Persoonlijkheden in relatie tot de gemeente

### Geboren in Freital
- Oskar Böhme (Potschappel, 1870 - ?1938), componist en trompettist
- Helmut Roleder (1953) voormalig voetbalkeeper
- Uwe Bewersdorf, geb. 4 november 1958) kunstrijder op de schaats uit de DDR, behaalde in 1980 Olympisch brons in het paarrijden
- Ellen Kießling (Freital, 17 februari 1968), atlete
- Jens Kruppa (1976), zwemmer
- Tom Starke (1981), voormalig voetbalkeeper

### Overigen
- Ernst Friedrich Wilhelm Lindig, geb. 23 augustus 1779 in Groß Kamsdorf bij Unterwellenborn; overl.  4 maart 1852 te Zauckerode, mijnbouwingenieur en -directeur; vond in 1810 de kolenwasserij uit; liet in enkele mijnen rondom Zauckerode reeds in 1820 een stoommachine installeren; te Döhlen is een straat naar hem genoemd.
- Wilhelmine Reichard (Braunschweig, 2 april 1788 - Freital-Döhlen, 23 februari 1848), de eerste Duitse vrouwelijke ballonvaarder
- Richard Hofmann, geb. 8 februari 1906 in Meerane; overl. 5 mei 1983 in Freital, voetballer (aanvaller; tussen 1927 en 1933 25 x Duits international, waarbij hij 24 x scoorde), na de Tweede Wereldoorlog trainer van o.a. het jeugdelftal van de DDR, en official bij o.a. het nationaal olympisch comité van de DDR.